# گندم‌بریان

دهانه‌های آتشفانی گندم بریان

گندم‌بریان یا ریگ‌سوخته گرم‌ترین بخش دشت لوت، با دمای در حدود ۷۰ درجه سانتیگراد، در شهرستان راور استان کرمان است ، فلاتی پوشیده از گدازه‌های تیره با وسعت تقریبی ۴۸۰ کیلومتر مربع (۱۹۰ مایل مربع) که در۸۰ کیلومتری شرق شهر راور و ۸۰ کیلومتری شمال شهر شهداد در کویر لوت در استان کرمان قرار دارد.این منطقه در شرق رودخانه شور قرار دارد و به دلیل گرمای بسیار زیاد هوا حیاتی در آن وجود ندارد.
گندم بریان پوشیده از سنگ‌ها و گدازه‌های بازالتی سیاه‌رنگ آتشفشانی است و همین پوشش سیاه آتشفشانی موجب بالا رفتن شدید گرما در این منطقه می‌شود. این منطقه پست‌ترین منطقه داخلی کشور ایران نیز محسوب می‌شود و این موضوع نیز از دیگر دلایل گرمای شدید آن است. بنا بر تحقیقات کارشناسان در گندم بریان در منطقه‌ای به طول ۲۰۰ کیلومتر و عرض ۱۵۰ کیلومتر هیچ موجود زنده‌ای زندگی نمی‌کند. مجتمع تپه‌های گندم بریان نیز ۴۸ کیلومتر طول، ۱۰ کیلومتر عرض و ۴۸۰ کیلومتر مساحت دارد. این محوطه در ۸۰ کیلومتری شرق راور و ۸۰ کیلومتری شمال شهداد و ۳۰۰ متر بالاتر از سطح دریا قرار دارد. فصل زمستان و اوایل بهار زمان مناسبی برای بازدید گردشگران از این منطقه است. کوه‌های پوشیده از برف و سرد ارتفاعات سیرچ کرمان نیز از این محل قابل مشاهده است. بخش شمالی گندم‌بریان با دشت‌های پیرامونش همسطح می‌شود و تنها خاک سیاه رنگش (گدار باروت) سبب می‌شود که به اشتباه آن را همسطح تپه‌های گندم بریان تصور کنیم.

## وجه تسمیه
بر اساس برخی روایات این منطقه چون در مجاورت جاده ابریشم قرار داشته در طول سال کاروان‌های زیادی از آنجا عبور می‌کرده‌اند و در فصل گرم سال به چشم خود دیده بودند که گندمهایشان در اثر شدت گرما برشته می‌شود و بر همین اساس نام گندم بریان را بر آن نهادند.

## بحث در مورد میزان گرما
در بسیاری از رسانه‌های ایرانی و خارجی به نقل از دکتر پرویز کردوانی گندم بریان به‌عنوان گرم‌ترین نقطه لوت و دنیا معرفی شده بود ولی کردوانی با رد این ادعا و نقل قول منتسب به وی، معتقد است گرم‌ترین نقطه زمین در بیابان لوت «چاله مرکزی لوت» در ۷۵ کیلومتری شرق شهداد است که در سال ۲۰۰۵ با دمای ۷۰٫۷ درجه سانتی گراد گرم‌ترین رکورد خود را ثبت کرده‌استو معرفی گندم بریان به‌عنوان گرم‌ترین نقطه لوت و کره زمین نادرست است.
روزنامه «دی‌ولت» آلمانی در سال ۲۰۲۳ با اشاره به بولتن سازمان هواشناسی آمریکا، در مقاله ای میاورد: ۵ نقطه زمین، طبق اندازه‌گیری های ماهواره‌ای، گرم‌ترین نقاط دنیا هستند که منطقه ای در دشت لوت ایران گرم‌ترین آنهاست. این منطقه در سال ۲۰۰۵ با ۷۰,۷ درجه سانتیگراد گرم‌ترین نقطه جهان بوده.  